# Jens Jensen Væver
Jens Jensen Væver (født 1803 i Østerbølle, død 1882) var en jysk væver, der nok især er kendt pga. sit barnebarn Johannes V. Jensens Himmerlandshistorie "Jens Jensen Væver".
Jens Jensen Væver blev født i 1803 som søn af Jens Pedersen Støttrup og Johanne Thomasdatter.
Han blev i 1841 gift med Kirsten Maria Jensdatter.
Et af deres børn var Hans Jensen, dyrlæge, forfatter, tegner og far til Johannes V. og Thit Jensen.